# ولاية لباب
ولاية لباب هي أحد ولايات تركمانستان تقع شمال شرق البلاد وتجاور كل من أفغانستان وأوزبكستان.يبلغ عدد سكان الولاية 1،353،000 نسمة (تعداد 2021).